# Drymeia flavinervis
Drymeia flavinervis är en tvåvingeart som först beskrevs av Malloch 1915.  Drymeia flavinervis ingår i släktet Drymeia och familjen husflugor. Inga underarter finns listade i Catalogue of Life.